# Poritia coronata
Poritia coronata är en fjärilsart som beskrevs av Hans Fruhstorfer 1912. Poritia coronata ingår i släktet Poritia och familjen juvelvingar. Inga underarter finns listade i Catalogue of Life.